# Capitoli di Sailor Moon

Copertina del primo volume dell'edizione GP Publishing del manga

Questa è la lista dei capitoli del manga Pretty Guardian Sailor Moon, scritto ed illustrato da Naoko Takeuchi. La serie segue le avventure di Usagi Tsukino, una ragazza che ottiene il potere di trasformarsi nella guerriera Sailor Moon e combattere così le forze del male che minacciano l'universo. L'opera è stata serializzata in Giappone sulla rivista mensile Nakayoshi dal 6 febbraio 1992 al 6 marzo 1997. Kōdansha ha in seguito raccolto i singoli capitoli in 18 volumi tankōbon, pubblicati tra il 1º luglio 1992 e il 2 aprile 1997.
Un'edizione shinsōban dell'opera in 12 albi è stata pubblicata a partire dal 2003 in coincidenza con l'uscita della serie televisiva tokusatsu Bishōjo senshi Sailor Moon. Per festeggiare il 20º anniversario dell'uscita del manga viene annunciata una terza edizione, per l'anno 2013. Inizialmente doveva trattarsi di aizōban, ma durante la lavorazione è stato deciso di effettuare un'edizione kanzenban con volumi in formato A5 e nuove copertine disegnate dall'autrice. Le tavole sono state digitalizzate e corrette sotto la supervisione dell'autrice e sono presenti delle pagine a colori ad inizio Act che fino ad allora erano state presenti solo durante la serializzazione sulla rivista Nakayoshi. Dopo vari rinvii, la pubblicazione è iniziata il 27 novembre 2013, con l'uscita di 2 volumi ogni mese, concludendosi il 25 marzo 2014, con la pubblicazione del volume delle Short Stories, proposte con ordine diverso, come accadde nella prima edizione.
Una prima edizione italiana è stata curata da Star Comics, che ha pubblicato la serie da giugno 1995 a giugno 1999. La casa editrice ha optato per un formato diverso da quello originale e ha operato delle divisioni nei capitoli non presenti nella versione giapponese, portando il computo dei volumi italiani a 49 più uno speciale contro i 18 originali. L'edizione shinsōban è stata pubblicata in italiano da GP Publishing dal 14 novembre 2010 al 22 ottobre 2011 in una versione fedele all'originale. La terza edizione, la kanzenban, è stata pubblicata in Italia, dall'8 novembre 2017 al 10 ottobre 2018, da Star Comics.

## Prima edizione (1992-1997)
La seguente tabella segue la numerazione e l'ordine giapponese dei capitoli di Sailor Moon nella loro prima edizione. In Italia alcuni capitoli sono stati divisi in due parti perché l'ordine di pubblicazione è un capitolo alla volta, altri (alcuni dei capitoli speciali) sono stati raccolti in un volume speciale, pubblicato successivamente ed intitolato Speciale Combattimenti. La storia del volume 11 (L'amante della principessa Kaguya) è stata pubblicata divisa in quattro parti su altrettanti volumi della rivista Kappa Magazine.
| 1  | 1234            | 1º luglio 1992 | ISBN 4-06-178721-7 | giugno / luglio / agosto / settembre 1995         |
| 1  | 1234            | Capitoli - Act 1. Bunny, la combattente della Luna (うさぎ—ＳＡＩＬＯＲＭＯＯＮ?, Usagi - Sailor Moon) - Act 2. Ami, la combattente di Mercurio (亜美—ＳＡＩＬＯＲＭＥＲＣＵＲＹ?, Ami - Sailor Mercury) - Act 3. Rei, la combattente di Marte (レイ—ＳＡＩＬＯＲＭＡＲＳ?, Rei - Sailor Mars) - Act 4. Un ballo in maschera (Ｍａｓｑｕｅｒａｄｅ—仮面舞踏会?, Masquerade - Kamen butōkai) - Act 5. Morea, la combattente di Giove (まこと—ＳＡＩＬＯＲＪＵＰＩＴＥＲ?, Makoto - Sailor Jupiter) |                    |                                                   |
| 1  | 1234            | Trama A Tokyo tutti parlano di Sailor V, un'eroina che combatte la criminalità per le strade della città. Una delle sue fan, la pigra studentessa Usagi Tsukino, salva un giorno Luna, una gatta parlante con una strana voglia a forma di mezzaluna sulla fronte, e scopre da essa di essere Sailor Moon, una guerriera sailor dotata di poteri magici. Luna spiega a Usagi che il suo compito, oltre quello di proteggere la Terra, è di trovare le altre guerriere sailor e rintracciare con il loro aiuto la principessa dell'antico regno lunare di Silver Millennium e il Cristallo d'Argento Illusorio, una misteriosa pietra di incredibile energia. Durante la sua prima battaglia Usagi si imbatte in Tuxedo Kamen, in realtà lo studente liceale Mamoru Chiba, in cerca anch'egli del Cristallo per motivi sconosciuti. Usagi incontra presto la geniale Ami Mizuno, in grado di trasformarsi in Sailor Mercury, che diventa sua amica. Nel frattempo viene presentato il Regno delle tenebre e Sailor Mars, una guerriera sailor dietro cui si cela la miko Rei Hino, sconfigge il primo emissario Jadeite. La ricerca della principessa conduce Usagi ad un ballo in maschera, in cui danza e si bacia con Tuxedo Kamen. Con l'aiuto di Makoto Kino, che combatte come Sailor Jupiter, le guerriere sailor sconfiggono poi Nephrite. |                    |                                                   |
| 2  | 5678            | 1º ottobre 1992 | ISBN 4-06-178731-4 | ottobre / novembre / dicembre 1995 / gennaio 1996 |
| 2  | 5678            | Capitoli - Act 6. Milord (タキシード仮面—ＴＵＸＥＤＯ ＭＡＳＫ?, Takishīdo Kamen - Tuxedo Mask) - Act 7. Tuxedo Kamen (地場衛—ＴＵＸＥＤＯ ＭＡＳＫ?, Chiba Mamoru - Tuxedo Mask) - Act 8. Marta, Sailor V (美奈子—ＳＡＩＬＯＲ Ｖ?, Minako - Sailor V) - Act 9. La Principessa Serenity (セレニティ—ＰＲＩＮＣＥＳＳ?, Sereniti - Princess) |                    |                                                   |
| 2  | 5678            | Trama La determinazione di Tuxedo Mask nel trovare il Leggendario Cristallo d'Argento gli fa rivelare pubblicamente la sua esistenza per informazioni, che vengono sfruttate dal membro dei Quattro Re Zoisite e portano Usagi e Mamoru a conoscere le reciproche identità come Sailor Moon e Tuxedo Mask. Quando Zoisite prende di mira Sailor Moon, viene ucciso da Sailor V. che si presenta sia come Minako Aino che come Serenity, la principessa della luna reincarnata. Dopo essere entrato in comunione con il suo padrone, la regina Metaria, Beryl invia l'ultimo dei quattro re Kunzite da Minako. Nonostante i tentativi di Minako di impedire a Usagi di essere coinvolta, lei e le altre guerriere Sailor si uniscono a Minako mentre Tuxedo Mask si sacrifica per proteggere Usagi dall'attacco di Kunzite. Il risultato è che i morenti Mamoru e Usagi si risvegliano alle loro vite passate come l'antico principe terrestre Endymion e la vera principessa Serenity il cui amore ha provocato la loro morte durante una guerra che si verifica tra i loro regni. Le lacrime di Usagi fanno uscire il Cristallo d'Argento con il suo potere che entra nel corpo di Mamoru prima che venga portato via da Kunzite. Minako riprende il suo ruolo di Sailor Venus rivelando se stessa, Ami, Rei e Mako come le ancelle e le guardie del corpo di Usagi rinate. |                    |                                                   |
| 3  | 9101112         | 1º aprile 1993 | ISBN 4-06-178744-6 | febbraio / marzo / aprile / maggio 1996           |
| 3  | 9101112         | Capitoli - Act 10. Viaggio sulla Luna (ＭＯＯＮ—月?, Moon - Tsuki) - Act 11. Endymion (再開—ＥＮＤＹＭＩＯＮ?, Saikai - Endymion) - Act 12. Reincarnazione (決戦—ＲＥＩＮＣＡＲＮＡＴＩＯＮ?, Kessen - Reincarnation) |                    |                                                   |
| 3  | 9101112         | Trama Le guerriere si teletrasportano alle rovine di Silver Millennium sulla Luna per avere risposte e vengono accolti dall'ologramma senziente di Queen Serenity: la madre di Usagi dalla sua vita passata. Scoprono che la distruzione della loro ex casa è stata causata dall'entità Queen Metaria che ha deformato le menti della popolazione terrestre, salvo Endymion, che è morto proteggendo Serenity. La regina assicura a Usagi che Mamoru è ancora vivo poiché aveva voluto che il Leggendario Cristallo d'Argento lo salvasse e le chiede di considerare il suo vero potere. Nel frattempo, in seguito alla rivelazione che lui e gli altri Quattro Re erano una volta i protettori di Endymion nelle loro vite passate, Kunzite torna sotto il controllo di Beryl e viene mandato a morte nel tentativo di prendere il cristallo. Ma Beryl usa il potere di Metaria per rianimare Mamoru come schiavo per infiltrarsi nel centro di comando e rubare il cristallo d'argento. Beryl si rivela la reincarnazione di una donna che amava Endymion e lo uccise per gelosia dopo aver giurato fedeltà a Metaria. Sebbene Beryl venga uccisa dalle guerriere usando la sacra spada di pietra che hanno portato con loro dalla luna, Mamoru ruba l'arma e ritorna alla base del Regno delle tenebre nell'Artico con Usagi al seguito. Usagi si rende conto che non può guarire Mamoru mentre apprende che un frammento del cristallo d'argento è ancora nel suo corpo, è costretta a commettere un omicidio-suicidio per ripristinare il cristallo d'argento. Il cristallo d'argento restaurato avvolge Mamoru e Usagi mentre Metaria li consuma e travolge le guerriere mentre diffonde il suo male in tutto il pianeta mentre Luna e Artemis tornano sulla luna per pregare per l'aiuto della regina Serenity. Nonostante la situazione apparentemente senza speranza in cui i le guerriere si sacrificano, Usagi e Mamoru si rivelano vivi mentre quest'ultimo apprende dagli spiriti dei Quattro Re che la fronte di Metaria è il suo punto debole. Lo trasmette a Usagi dopo la loro fuga dal corpo di Metaria, con Sailor Moon che intende finire il loro nemico per sempre. |                    |                                                   |
| 4  | 13141516        | 1º luglio 1993 | ISBN 4-06-178753-5 | giugno / luglio / agosto / settembre 1996         |
| 4  | 13141516        | Capitoli - Act 13. La piccola straniera (終結 そして 始まり—Ｐｅｔｉｔ ｅｔｒａｎｇｅｒ?, Shūketsu soshite hajimari - Petit etranger) - Act 14. Sailor Moon, la luna splende (ブラック・ムーン・コーアン—ＳＡＩＬＯＲＭＡＲＳ?, Burakku Mūn Kōan - Sailor Mars) - Act 15. La Luna Nera (prima parte) (ブラック・ムーン・ベルチェ—ＳＡＩＬＯＲＭＥＲＣＵＲＹ?, Burakku Mūn Beruchē - Sailor Mercury) - Act 16. La Luna Nera (seconda parte) (ブラック・ムーン・ペッツ—ＳＡＩＬＯＲＪＵＰＩＴＥＲ?, Burakku Mūn Pettsu - Sailor Jupiter) |                    |                                                   |
| 4  | 13141516        | Trama Con l'aiuto di Tuxedo Mask, gli spiriti delle sue amiche e la Crystal Tower restaurata, Sailor Moon distrugge Metaria a costo della sua spilla di trasformazione mentre Silver Millennium viene riportato al suo antico splendore. Piuttosto che diventarne la nuova regina, rendendosi conto del motivo per cui è rinata sulla Terra, Usagi afferma che vuole vivere la sua vita là fuori con i suoi amici. Queen Serenity accetta il desiderio di sua figlia e le regala una nuova spilla di trasformazione in modo che possa diventare ancora una volta Sailor Moon e riportare in vita il pianeta e le altre guardiane. Ma mentre sembra che le cose stiano tornando alla normalità, l'appuntamento di Usagi con Mamoru viene improvvisamente interrotto quando una ragazzima dai capelli rosa cade improvvisamente da un portale nel cielo. Presentandosi come Usagi, chiamata Chibiusa e volendo il Cristallo d'Argento di Usagi nonostante sembri avere il suo, la presenza della ragazza porta un nuovo nemico nelle Sorelle Spettro del Clan della Luna Nera con il loro comandante Crimson Rubeus che rapisce Rei, Ami e Makoto. |                    |                                                   |
| 5  | 17181927        | 1º novembre 1993 | ISBN 4-06-178764-0 | ottobre / novembre / dicembre 1996 / agosto 1997  |
| 5  | 17181927        | Capitoli - Act 17. Sailor Venus (ブラックムーン・カラベラス—ＳＡＩＬＯＲＶＥＮＵＳ?, Burakku Mūn Karaberasu - Sailor Venus) - Act 18. Sailor Pluto (タイムワープ—ＳＡＩＬＯＲＰＬＵＴＯ?, Taimu Wāpū - Sailor Pluto) - Act 19. Re Endymion (クリスタルトーキョー—ＫＩＮＧ ＥＮＤＹＭＩＯＮ?, Kurisutaru Tōkyō - King Endymion) - Speciale L'avventura di Chibiusa (『ちびうさ絵荷日記』第１話転校生にご用心！?, "Chibiusa e ni nikki" dai 1-wa tenkōsei ni goyōshin!) |                    |                                                   |
| 5  | 17181927        | Trama Mentre le Sailor analizzano uno degli orecchini di cristallo lasciati da una delle Sorelle Spettro, nel tentativo di convincere Chibiusa a rivelare ciò che sa della Luna Nera, si ritrovano in un duplice attacco di Rubeus e della restante Sorella Spettro Calaveras. Chibiusa confessa di essere venuta dalla Terra del 30º secolo per cercare l'aiuto di Usagi per salvare il suo tempo. Il gruppo incontra il Guardiano del Tempo e l'amica di Chibiusa, Sailor Pluto, arriva alle rovine della futura città di Crystal Tokyo in rovina. Incontrando una proiezione astrale del futuro sé di Mamoru, il re Endymion, Sailor Moon scopre che diventerà Neo-Queen Serenity in futuro e che Chibiusa è sua figlia avuta con Endymion. Endymion spiega che i Black Moon sono estremisti che hanno acquisito il tempo distorcendo il Malefic Black Crystal sul pianeta Nemesis che hanno usato per devastare la Crystal Tower con la Neo-Queen Serenity finita in uno stato comatoso, aggiungendo che Usagi non è in grado di usare il suo Silver Crystal nel periodo futuro. Dopo che Endymion ha aiutato il suo io passato a distruggere il membro della Luna Nera Emeraude, Usagi viene rapita dal leader di Black Moon, Prince Demand. |                    |                                                   |
| 6  | 20212223        | 1º marzo 1994 | ISBN 4-06-178772-1 | gennaio / febbraio / marzo / aprile 1997          |
| 6  | 20212223        | Capitoli - Act 20. Nemesis (ネメシス—錯綜?, Nemeshisu - Sakusō) - Act 21. Il complotto di Nemesis (ネメシス—暗躍?, Nemeshisu - Anyaku) - Act 22. La Lady Nera (攻撃—ＢＬＡＣＫ ＬＡＤＹ?, Kōgeki - Black Lady) |                    |                                                   |
| 6  | 20212223        | Trama Usagi si risveglia su Nemesis e apprende dal Principe Demand che la Luna Nera considera l'effetto di prolungamento della vita del Leggendario Cristallo d'Argento sull'umanità come imperdonabile e intende eliminare i sé passati di Neo-Queen Serenity e della sua corte. Nel frattempo, Endymion rivela che Chibiusa non è invecchiata da 900 anni perché deve ancora risvegliarsi come Sailor Guardian, Chibiusa scappa in una tempesta temporale dopo aver visto Pluto agire in modo diverso. Ciò ha portato Mamoru a tentare di seguire Chibiusa quando è stata trovata dal benefattore della Luna Nera Wiseman. Nel frattempo, con la Neo-Queen Serenity che le dà il potere di diventare Sailor Moon, Usagi libera le sue amiche mentre fuggono quando il reattore che guida il nucleo di Nemesis subisce una fusione planetaria. Rubeus in seguito rivela di essere stato ucciso da Wiseman durante il caos, Demand e suo fratello Saphir vengono salvati dalla nuova mano destra Black Lady di Wiseman: una Chibiusa trasformata. Con Saphir e Tuxedo Mask sotto il suo controllo, Black Lady affronta i Sailor Guardians mentre Demand finge di essere sotto il controllo di Wiseman per attentare alla sua vita dopo aver ucciso con riluttanza Saphir. Ma Wiseman rivela che il guscio esposto è il suo corpo precedente prima di rivelarsi come Nemesis durante la discesa. Mentre la futura figlia di Luna e Artemis, Diana, convince Pluto ad aiutare le guerriere, ruba entrambi i cristalli d'argento con l'intento di farli toccare potrebbe portare alla distruzione dell'intero universo. |                    |                                                   |
| 7  | 242526          | 30 giugno 1994 | ISBN 4-06-178781-0 | maggio / giugno / luglio 1997                     |
| 7  | 242526          | Capitoli - Act 23. Neverending (再生—ＮＥＶＥＲ ＥＮＤＩＮＧ?, Saisei - Never Ending) - Act 24. Presentimento (無限１—予感?, Mugen 1 - Yokan) |                    |                                                   |
| 7  | 242526          | Trama Sailor Pluto ferma il tempo per impedire a Prince Demand di far toccare i leggendari cristalli d'argento del passato e del presente, un atto tabù che ha come conseguenza la sua morte. Vedere Pluto morire rompe la presa di Wiseman su Chibiusa mentre ritorna al suo sé originale mentre si risveglia come Sailor Chibi Moon, causando il risveglio della Neo-Queen Serenity dal suo sonno. Con il principe Demand ucciso, Wiseman si rivela come il terrorista Fantasma della morte che Neo-Queen Serenity ha esiliato a Nemesis, che è diventato un ospite per l'anima odiosa dopo la sua morte. Dopo che Usagi e Mamoru sono stati trasportati nella posizione effettiva di Death Phantom, vengono raggiunti da Chibiusa mentre distruggono Death Phantom insieme mentre Crystal Tokyo viene riportata al suo antico splendore. Neo-Queen Serenity dà alle guerriere Sailor nuovi dispositivi mentre loro e Usagi tornano al loro tempo, con Chibiusa che in seguito le raggiunge per essere addestrata da loro. Ma il gruppo si ritrova presto tormentato da una visione inquietante su tre guerriere Sailor nell'ombra, accompagnati da una voce che chiede il risveglio della ragazza e "l'inizio del destino". Mentre indagano sulla prestigiosa Mugen Academy perché i suoi studenti si sono improvvisamente trasformati in mostri "Reversionizzati", le guerriere incontrano due degli studenti d'élite della scuola: il talentuoso violinista Michiru Kaioh e il famoso pilota automobilistico Haruka Tenno. Le guerriere incontrano un'entità mostruosa conosciuta come Daimon, incontrando una misteriosa ragazza che ha assistito alla loro trasformazione mentre guarì la ferita di Chibiusa e due guerriere non identificate che hanno osservato la lotta. |                    |                                                   |
| 8  | 28293031        | 27 ottobre 1994 | ISBN 4-06-178790-X | settembre / ottobre / novembre / dicembre 1997    |
| 8  | 28293031        | Capitoli - Act 25. L'increspatura (無限２—波紋?, Mugen 2 - Hamon) - Act 26. Due nuove Guerriere (無限３—２人〜ニューソルジャーズ?, Mugen 3 - 2-ri~Nyū Sorujāzu) - Act 27. Sailor Uranus & Sailor Neptune (無限４—ＳＡＩＬＯＲ ＵＲＡＮＵＳ—天王はるかＳＡＩＬＯＲ ＮＥＰＴＵＮＥ—海王みちる?, Mugen 4 - Sailor Uranus-Tenō Haruka Sailor Neptune-Kaiō Michiru) - Act 28. Sailor Pluto: Setsuna Meiou (無限５—ＳＡＩＬＯＲ ＰＬＵＴＯ—冥王せつな?, Mugen 5 - Sailor Pluto-Meiō Setsuna) |                    |                                                   |
| 8  | 28293031        | Trama Kaolinite istruisce i suoi servitori, le Streghe 5, di raccogliere più anime per prolungare il Cristallo Tairon che deriva dal loro potere ed eliminare le guerriere Sailor. Dopo aver sconfitto la strega Eudial, Sailor Moon incontra uno dei misteriosi Guardiani che la avverte di stare alla larga mentre la bacia. Chibiusa fa amicizia con Hotaru Tomoe, la ragazza che ha guarito la sua ferita, che sembra essere la figlia del fondatore dell'Accademia Mugen, il professor Tomoe. Le due nuove guerriere distruggono la seconda Strega, Mimete, e infine si presentano come Sailor Uranus e Sailor Neptune. Il duo si rivela essere Haruka e Michiru mentre salvano Ami dal terzo Witch Viluy. Una studentessa universitaria di nome Setsuna Meioh indaga sulle perturbazioni spaziali vicino all'Infinity Academy, per poi risvegliarsi nei panni della rianimata Sailor Pluto per salvare i guerrieri dalla quarta Witch Tellu. |                    |                                                   |
| 9  | 32333435        | 1º febbraio 1995 | ISBN 4-06-178797-7 | gennaio / febbraio / marzo / aprile 1998          |
| 9  | 32333435        | Capitoli - Act 29. Le tre guerriere (無限６—３戦士?, Mugen 6 - 3 senshi) - Act 30. La trasformazione-Super Sailor Moon (無限７—変身〜ＳＵＰＥＲ ＳＡＩＬＯＲＭＯＯＮ?, Mugen 7 - Henshin~Super Sailor Moon) - Act 31. Il labirinto Mugen (無限８—「無限迷宮」１?, Mugen 8 - "Mugen meikyū" 1) - Act 32. Il labirinto Mugen (無限９—「無限迷宮」２?, Mugen 9 - "Mugen meikyū" 2) |                    |                                                   |
| 9  | 32333435        | Trama Sailor Uranus, Neptune e Pluto spiegano la loro missione come difensori del Sistema Solare Esterno dalle minacce esterne a Usagi le altre, incolpandosi per il fatto che i Death Busters hanno raggiunto la Terra prima del loro risveglio e rifiutando l'offerta dei guerriere di lavorare insieme. L'ultima delle Streghe 5, Cyprine, usa il suo potere per mettere entrambi i gruppi l'uno contro l'altro mentre lei e il suo gemello Ptilol si dividono in due corpi separati quando Sailor Moon non affetta li attacca. Sailor Moon ottiene il Santo Graal con l'aiuto di Tuxedo Mask e Sailor Chibimoon, che fa sì che i Guardiani smettano di combattere e conferiscano il loro potere a Sailor Moon. I Talismani trasportati da Uranus, Neptune e Pluto reagiscono quando la Super Sailor Moon appena trasformata sconfigge Cyprine e Ptilol. Le guerriere rivelano la verità a Sailor Moon: l'ultima volta che i Talismani hanno reagito ha causato il risveglio del Dio della Distruzione, il Guardiano del Silenzio Sailor Saturn che ha spazzato via gli ultimi resti di Silver Millennium dopo la sua guerra con il Regno Oscuro. Il trio dichiara il loro intento di impedire a Saturn di risvegliarsi sigillando la sua anima dopo aver ucciso la sua reincarnazione: Hotaru. Chibiusa cerca di proteggere Hotaru, solo che quest'ultima viene posseduta da un demone che prende completamente il sopravvento mentre ruba l'anima di Chibiusa e il cristallo d'argento. L'entità si rivela come Mistress 9, la compagna del leader dei Death Busters, Master Pharaoh 90. Le guerriere cercano di salvare l'anima di Chibiusa e Hotaru mentre sconfiggono Kaolinite e Tomoe. Tuttavia, Mistress 9 ha già preso il potere del Cristallo d'Argento di Chibiusa e inizia a evocare Pharaoh in modo che possa consumare la Terra e trasformarsi in un nuovo rifugio per la loro specie, distruggendo l'Accademia Mugen nel processo. |                    |                                                   |
| 10 | 363738SC        | 1º giugno 1995 | ISBN 4-06-178806-X | maggio / giugno / luglio 1998 / novembre 1997     |
| 10 | 363738SC        | Capitoli - Act 33. Super Sailor Chibi Moon (無限１０—∞「無限大」?, Mugen 10 - ∞ "Mugendai") - Special Il diario illustrato di Chibiusa (『ちびうさ絵荷日記』第２話七夕にご用心！?, "Chibiusa e ni nikki" dai 2-wa Tanabata ni goyōshin!) |                    |                                                   |
| 10 | 363738SC        | Trama Mistress 9 tenta di aumentare i suoi poteri prendendo le anime delle guerriere che ha catturato, ma l'anima di Hotaru resiste mentre ripristina le guerriere e Chibiusa prima che il suo corpo venga distrutto da Mistress 9 che emerge nella sua vera forma. Unendosi a Tuxedo Mask, il desiderio di Chibiusa di essere forte come Usagi fa apparire il Santo Graal del futuro, permettendole di combattere al fianco di Usagi come Super Sailor Guardians. Mistress 9 fugge dall'essere distrutta permettendo a se stessa di essere assimilata a Pharaoh 90 mentre un portale per il loro mondo natale, il Tau Star System, appare nel cielo. Quando Super Sailor Moon sembrava essere morta nel tentativo di fermarlo, Sailor Saturn si risveglia e ferisce mortalmente Pharao. È stata in grado di provocare l'annientamento della Terra per finirlo quando Usagi libera il potere che ha accumulato per infliggere un colpo fatale sul già gravemente danneggiato Pharao. Mentre questi tenta di fuggire nel Sistema Tau, Saturn lo insegue mentre esorta Pluto a sigillarli entrambi dall'altra parte, cosa che fa. Mentre Usagi ripristina la città, Hotaru torna sulla Terra come una bambina reincarnata che le guerriere esterne decidono di allevare mentre si congedano prima di salutare le altre e partire per destinazioni sconosciute. |                    |                                                   |
| 11 | KM #58 \| #61SC | 3 luglio 1995 | ISBN 4-06-178809-4 | aprile / maggio / giugno / luglio / novembre 1997 |
| 11 | KM #58 \| #61SC | Capitoli - L'amante della Principessa Kaguya (かぐや姫の恋人?, Kaguya-hime no koibito) - Casablanca Memories (カサブランカ・メモリー?, Kasaburanka Memorī) |                    |                                                   |
| 12 | 39404142        | 1º settembre 1995 | ISBN 4-06-178814-0 | agosto / settembre / ottobre / novembre 1998      |
| 12 | 39404142        | Capitoli - Act 34. Dream1 - Il sogno dell'eclissi solare (夢１—日食ドリーム?, Yume 1 - Nisshoku Dorīmu) - Act 35. Dream2 - Mercury Dream (夢２—マーキュリー・ドリーム?, Yume 2 - Mākyurī Dorīmu) - Act 36. Dream3 - Mars Dream (夢３—マーズ・ドリーム?, Yume 3 - Māzu Dorīmu) |                    |                                                   |
| 13 | 4344SC          | 1º dicembre 1995 | ISBN 4-06-178820-5 | dicembre 1998 / gennaio 1999 / novembre 1997      |
| 13 | 4344SC          | Capitoli - Act 37. Dream4 - Jupiter Dream (夢４—ジュピター・ドリーム?, Yume 4 - Jupitā Dorīmu) - Act 38. Dream5 - Venus Dream (夢５—ヴィーナス・ドリーム?, Yume 5 - Vīnasu Dorīmu) - Special La guerra degli esami, la depressione di Makoto (『受験勉強』第１話まこちゃんのユーウツ?, "Juken benkyō" dai 1-wa Mako-chan no yūutsu) - Special La guerra degli esami, il primo amore di Ami (『受験勉強』第２話亜美ちゃんの初恋?, "Juken benkyō" dai 2-wa Ami-chan no hatsukoi) - Special La guerra degli esami, la battaglia di Rei e Minako (『受験勉強』第３話レイと美奈子の女子高バトル！？?, "Juken benkyō" dai 3-wa Rei to Minako no joshi-kō batoru!?) |                    |                                                   |
| 14 | 45              | 4 marzo 1996 | ISBN 4-06-178826-4 | febbraio 1999                                     |
| 14 | 45              | Capitoli - Act 39. Dream6 - New Soldier Dream (夢６—ニュー・ソルジャー・ドリーム?, Yume 6 - Nyu Sorujā Dorīmu) - Act 40. Dream7 - Illusion Dream (夢７—エリュシオン・ドリーム?, Yume 7 - Eryushion Dorīmu) |                    |                                                   |
| 15 | 46              | 3 luglio 1996 | ISBN 4-06-178835-3 | marzo 1999                                        |
| 15 | 46              | Capitoli - Act 41. Dream8 - Dead Moon Dream (夢８—デッド・ムーン・ドリーム?, Yume 8 - Deddo Mūn Dorīmu) - Act 42. Dream9 - Earth and Moon Dream (夢９—アース・アンド・ムーン・ドリーム?, Yume 9 - Āsu ando Mūn Dorīmu) - Special Il diario illustrato di Chibiusa, attenti al dentista! (『ちびうさ絵荷日記』第３話虫歯にご用心！?, "Chibiusa e ni nikki" dai 3-wa mushiba ni goyōshin!) |                    |                                                   |
| 16 | 47              | 4 settembre 1996 | ISBN 4-06-178841-8 | aprile 1999                                       |
| 16 | 47              | Capitoli - Act 43. Stars 1 (スターズ１?, Sutāzu 1) - Act 44. Stars 2 (スターズ２?, Sutāzu 2) - Act 45. Stars 3 (スターズ３?, Sutāzu 3) |                    |                                                   |
| 17 | 48              | 4 dicembre 1996 | ISBN 4-06-178849-3 | maggio 1999                                       |
| 17 | 48              | Capitoli - Act 46. Stars 4 (スターズ４?, Sutāzu 4) - Act 47. Stars 5 (スターズ５?, Sutāzu 5) - Act 48. Stars 6 (スターズ６?, Sutāzu 6) - Special Dal diario illustrato di Chibiusa - Il palazzo misterioso dei prezzi bomba (『美少女戦士セーラームーン 番外編』ヒミツのハンマープライズ堂?, "Bishōjo Senshi Sērā Mūn bangaihen" himitsu no hanmā puraizu dō) |                    |                                                   |
| 18 | 49              | 2 aprile 1997 | ISBN 4-06-178858-2 | 9 giugno 1999                                     |
| 18 | 49              | Capitoli - Act 49. Stars 7 (スターズ７?, Sutāzu 7) - Act 50. Stars 8 (スターズ８?, Sutāzu 8) - Act 51. Stars 9 (スターズ９?, Sutāzu 9) - Act 52. Stars 10 (スターズ１０?, Sutāzu 10) |                    |                                                   |

### Altri capitoli
- Special Parallel Sailor Moo~n (ぱられる せぇらぁむ〜ん?, Parareru Seeraa Mu~n), pubblicato sull'artbook Materials Collection nel 1999 per celebrare l'anno del coniglio. Unico capitolo a non essere stato pubblicato nella prima edizione italiana del manga.

## Seconda edizione (2003-2004)
Con lo sblocco dei diritti internazionali durati per sette anni imposto dall'autrice, c'è stato il rilancio della serie a livello internazionale. Viene annunciato l'acquisto dei diritti del manga da parte della casa editrice GP Publishing, cominciando la pubblicazione a partire dal 4 novembre 2010, fedele alla ristampa shinsōban del 2003 con tavole a colori e in una doppia edizione: standard per le edicole e deluxe per le fumetterie.
| Nº | Titolo italiano Giapponese 「Kanji」 - Rōmaji | Data di prima pubblicazione          | Data di prima pubblicazione           |
| Nº | Titolo italiano Giapponese 「Kanji」 - Rōmaji | Giapponese                           | Italiano                              |
| 1  | Pretty Guardian Sailor Moon 1 「美少女戦士セーラームーン１」 - Bishōjo Senshi Sērā Mūn 1 | 18 settembre 2003 ISBN 4-06-334776-1 | novembre 2010 ISBN 978-88-6468-265-5  |
| 1  | Capitoli - Act 1. Usagi - Sailor Moon (うさぎ—ＳＡＩＬＯＲＭＯＯＮ?, Usagi - Sailor Moon) - Act 2. Ami - Sailor Mercury (亜美—ＳＡＩＬＯＲＭＥＲＣＵＲＹ?, Ami - Sailor Mercury) - Act 3. Rei - Sailor Mars (レイ—ＳＡＩＬＯＲＭＡＲＳ?, Rei - Sailor Mars) - Act 4. Masquerade - Ballo in maschera (Ｍａｓｑｕｅｒａｄｅ—仮面舞踏会?, Masquerade - Kamen butōkai) - Act 5. Makoto - Sailor Jupiter (まこと—ＳＡＩＬＯＲＪＵＰＩＴＥＲ?, Makoto - Sailor Jupiter) - Act 6. Tuxedo Kamen - Tuxedo Mask (タキシード仮面—ＴＵＸＥＤＯ ＭＡＳＫ?, Takishīdo Kamen - Tuxedo Mask) |                                      |                                       |
| 2  | Pretty Guardian Sailor Moon 2 「美少女戦士セーラームーン２」 - Bishōjo Senshi Sērā Mūn 2 | 18 settembre 2003 ISBN 4-06-334777-X | dicembre 2010 ISBN 978-88-6468-266-2  |
| 2  | Capitoli - Act 7. Mamoru Chiba - Tuxedo Mask (地場衛—ＴＵＸＥＤＯ ＭＡＳＫ?, Chiba Mamoru - Tuxedo Mask) - Act 8. Minako - Sailor V (美奈子—ＳＡＩＬＯＲ Ｖ?, Minako - Sailor V) - Act 9. Serenity - Princess (セレニティ—ＰＲＩＮＣＥＳＳ?, Sereniti - Princess) - Act 10. Moon - Luna (ＭＯＯＮ—月?, Moon - Tsuki) - Act 11. Il rincontro - Endymion (再開—ＥＮＤＹＭＩＯＮ?, Saikai - Endymion) |                                      |                                       |
| 3  | Pretty Guardian Sailor Moon 3 「美少女戦士セーラームーン３」 - Bishōjo Senshi Sērā Mūn 3 | 20 ottobre 2003 ISBN 4-06-334783-4   | gennaio 2011 ISBN 978-88-6468-267-9   |
| 3  | Capitoli - Act 12. Il nemico - Queen Metaria (敵—ＱＵＥＥＮ ＭＥＴＡＲＩＡ?, Teki - Queen Metaria) - Act 13. Battaglia finale - Reincarnation (決戦—ＲＥＩＮＣＡＲＮＡＴＩＯＮ?, Kessen - Reincarnation) - Act 14. La fine e poi l'inizio - Petit ètranger (終結 そして 始まり—Ｐｅｔｉｔ ｅｔｒａｎｇｅｒ?, Shūketsu soshite hajimari - Petit etranger) - Act 15. Invasione - Sailor Mars (浸入—ＳＡＩＬＯＲＭＡＲＳ?, Shinnyu - Sailor Mars) - Act 16. Rapimento - Sailor Mercury (誘拐—ＳＡＩＬＯＲＭＥＲＣＵＲＹ?, Yūkai - Sailor Mercury)                               |                                      |                                       |
| 4  | Pretty Guardian Sailor Moon 4 「美少女戦士セーラームーン４」 - Bishōjo Senshi Sērā Mūn 4 | 19 novembre 2003 ISBN 4-06-334783-4  | febbraio 2011 ISBN 978-88-6468-268-6  |
| 4  | Capitoli - Act 17. Segreto - Sailor Jupiter (秘密—ＳＡＩＬＯＲＪＵＰＩＴＥＲ?, Himitsu - Sailor Jupiter) - Act 18. Incursione - Sailor Venus (侵略—ＳＡＩＬＯＲＶＥＮＵＳ?, Shinryaku - Sailor Venus) - Act 19. Time Warp - Sailor Pluto (タイムワープ—ＳＡＩＬＯＲＰＬＵＴＯ?, Taimu Wāpū - Sailor Pluto) - Act 20. Crystal Tokyo - King Endymion (クリスタルトーキョー—ＫＩＮＧ ＥＮＤＹＭＩＯＮ?, Kurisutaru Tōkyō - King Endymion) - Act 21. Intrigo - Nemesis (錯綜—ＮＥＭＥＳＩＳ?, Sakusō - Nemesis)                                                                  |                                      |                                       |
| 5  | Pretty Guardian Sailor Moon 5 「美少女戦士セーラームーン５」 - Bishōjo Senshi Sērā Mūn 5 | 18 dicembre 2003 ISBN 4-06-334828-8  | marzo 2011 ISBN 978-88-6468-269-3     |
| 5  | Capitoli - Act 22. Aspettative - Nemesis (思惑—ＮＥＭＥＳＩＳ?, Omowaku - Nemesis) - Act 23. Dietro le quinte - Wiseman (暗躍—ＷＩＳＥＭＡＮ?, Anyaku - Wiseman) - Act 24. Attacco - Black Lady (攻撃—ＢＬＡＣＫ ＬＡＤＹ?, Kōgeki - Black Lady) - Act 25. Confronto - Death Phantom (対決—ＤＥＡＴＨ ＰＨＡＮＴＯＭ?, Taiketsu - Death Phantom) - Act 26. Rinascita - Never Ending (再生—ＮＥＶＥＲ ＥＮＤＩＮＧ?, Saisei - Never Ending) |                                      |                                       |
| 6  | Pretty Guardian Sailor Moon 6 「美少女戦士セーラームーン６」 - Bishōjo Senshi Sērā Mūn 6 | 20 gennaio 2004 ISBN 4-06-334835-0   | aprile 2011 ISBN 978-88-6468-270-9    |
| 6  | Capitoli - Act 27. Infinity 1 - Presentimento (無限１—予感?, Mugen 1 - Yokan) - Act 28. Infinity 2 - Increspature (無限２—波紋?, Mugen 2 - Hamon) - Act 29. Infinity 3 - Due New Soldiers (無限３—２人ＮＥＷ ＳＯＬＤＩＥＲＳ?, Mugen 3 - 2-ri New Soldiers) - Act 30. Infinity 4 - Sailor Uranus Haruka Ten'ou Sailor Neptune Michiru Kaiou (無限４—ＳＡＩＬＯＲ ＵＲＡＮＵＳ 天王はるか ＳＡＩＬＯＲ ＮＥＰＴＵＮＥ 海王みちる?, Mugen 4 - Sailor Uranus Tenō Haruka Sailor Neptune Kaiō Michiru)                                                                          |                                      |                                       |
| 7  | Pretty Guardian Sailor Moon 7 「美少女戦士セーラームーン７」 - Bishōjo Senshi Sērā Mūn 7 | 19 febbraio 2004 ISBN 4-06-334842-3  | maggio 2011 ISBN 978-88-6468-271-6    |
| 7  | Capitoli - Act 31. Infinity 5 - Sailor Pluto Setsuna Meiou (無限５—ＳＡＩＬＯＲ ＰＬＵＴＯ 冥王せつな?, Mugen 5 - Sailor Pluto Meiou Setsuna) - Act 32. Infinity 6 - Tre guerriere (無限６—３戦士?, Mugen 6 - 3 senshi) - Act 33. Infinity 7 - Trasformazione Super Sailor Moon (無限７—変身 ＳＵＰＥＲ ＳＡＩＬＯＲＭＯＯＮ?, Mugen 7 - Henshin Super Sailor Moon) - Act 34. Infinity 8 - "Labyrinth Infinity" 1 (無限８—「無限迷宮」１?, Mugen 8 - "Mugen meikyū" 1) - Act 35. Infinity 9 - "Labyrinth Infinity" 2 (無限９—「無限迷宮」２?, Mugen 9 - "Mugen meikyū" 2)    |                                      |                                       |
| 8  | Pretty Guardian Sailor Moon 8 「美少女戦士セーラームーン８」 - Bishōjo Senshi Sērā Mūn 8 | 19 marzo 2004 ISBN 4-06-334857-1     | giugno 2011 ISBN 978-88-6468-272-3    |
| 8  | Capitoli - Act 36. Infinity 10 - Infinito - In alto nei cieli (無限１０—無限大—上空?, Mugen 10 - Mugendai - Jōkū) - Act 37. Infinity 11 - Infinito - Verdetto (無限１１—無限大—審判?, Mugen 11 - Mugendai - Shinpan) - Act 38. Infinity 12 - Infinito - Partenza (無限１２—無限大—旅立?, Mugen 12 - Mugendai - Tabidachi) - Act 39. Dream 1 - Eclipse Dream (夢１—日食ドリーム?, Yume 1 - Nisshoku Dorīmu) |                                      |                                       |
| 9  | Pretty Guardian Sailor Moon 9 「美少女戦士セーラームーン９」 | 20 aprile 2004 ISBN 4-06-334865-2    | luglio 2011 ISBN 978-88-6468-273-0    |
| 9  | Capitoli - Act 40. Dream 2 - Mercury Dream (夢２—マーキュリー・ドリーム?, Yume 2 - Mākyurī Dorīmu) - Act 41. Dream 3 - Mars Dream (夢３—マーズ・ドリーム?, Yume 3 - Māzu Dorīmu) - Act 42. Dream 4 - Jupiter Dream (夢４—ジュピター・ドリーム?, Yume 4 - Jupitā Dorīmu) - Act 43. Dream 5 - Venus Dream (夢５—ヴィーナス・ドリーム?, Yume 5 - Vīnasu Dorīmu) - Act 44. Dream 6 - New Soldier Dream (夢６—ニュー・ソルジャー・ドリーム?, Yume 6 - Nyu Sorujā Dorīmu) |                                      |                                       |
| 10 | Pretty Guardian Sailor Moon 10 「美少女戦士セーラームーン１０」 - Bishōjo Senshi Sērā Mūn 10 | 19 maggio 2004 ISBN 4-06-334873-3    | agosto 2011 ISBN 978-88-6468-274-7    |
| 10 | Capitoli - Act 45. Dream 7 - Mirror Dream (夢７—ミラー・ドリーム?, Yume 7 - Mirā Dorīmu) - Act 46. Dream 8 - Elysion Dream (夢８—エリュシオン・ドリーム?, Yume 8 - Eryushion Dorīmu) - Act 47. Dream 9 - Dead Moon Dream (夢９—ムーン・ドリーム?, Yume 9 - Deddo Mūn Dorīmu) - Act 48. Dream 10 - Princess Dream (夢１０—プリンセス・ドリーム?, Yume 10 - Purinsesu Dorīmu) - Act 49. Dream 11 - Earth and Moon Dream (夢１１—アースアンドムーン・ドリーム?, Yume 11 - Āsu ando Mūn Dorīmu)                                                                                  |                                      |                                       |
| 11 | Pretty Guardian Sailor Moon 11 「美少女戦士セーラームーン１１」 - Bishōjo Senshi Sērā Mūn 11 | 21 giugno 2004 ISBN 4-06-334885-7    | settembre 2011 ISBN 978-88-6468-275-4 |
| 11 | Capitoli - Act 50. Stars 1 (スターズ１?, Sutāzu 1) - Act 51. Stars 2 (スターズ２?, Sutāzu 2) - Act 52. Stars 3 (スターズ３?, Sutāzu 3) - Act 53. Stars 4 (スターズ４?, Sutāzu 4) - Act 54. Stars 5 (スターズ５?, Sutāzu 5) |                                      |                                       |
| 12 | Pretty Guardian Sailor Moon 12 「美少女戦士セーラームーン１２」 - Bishōjo Senshi Sērā Mūn 12 | 21 luglio 2004 ISBN 4-06-334896-2    | ottobre 2011 ISBN 978-88-6468-276-1   |
| 12 | Capitoli - Act 55. Stars 6 (スターズ６?, Sutāzu 6) - Act 56. Stars 7 (スターズ７?, Sutāzu 7) - Act 57. Stars 8 (スターズ８?, Sutāzu 8) - Act 58. Stars 9 (スターズ９?, Sutāzu 9) - Act 59. Stars 10 (スターズ１０?, Sutāzu 10) - Act 60. Stars 11 (スターズ１１?, Sutāzu 11) |                                      |                                       |

### Altri capitoli
Con la ristampa shinsōban del 2003, in Giappone sono usciti due volumi aggiuntivi che raccolgono i capitoli speciali del manga, intitolati Short Stories. In Italia sono stati pubblicati a gennaio e febbraio 2012, da GP Publishing a seguito del termine della serie principale e di Sailor V.
| Nº | Titolo italiano Giapponese 「Kanji」 - Rōmaji | Data di prima pubblicazione          | Data di prima pubblicazione          |
| Nº | Titolo italiano Giapponese 「Kanji」 - Rōmaji | Giapponese                           | Italiano                             |
| 1  | Pretty Guardian Sailor Moon - Short Stories 1 「美少女戦士セーラームーンショートストーリーズ （１）」 - Bishōjo Senshi Sērā Mūn Shōto Sutōrīzu (1) | 23 agosto 2004 ISBN 4-06-334910-1    | gennaio 2012 ISBN 978-88-6468-279-2  |
| 1  | Capitoli - [Il diario illustrato di Chibiusa] (『ちびうさ絵荷日記』?, "Chibiusa e ni nikki") - 1. Attenti ai nuovi studenti! (転校生にご用心！?, Tenkōsei ni goyōjin!) - 2. Attenti a Tanabata! (七夕にご用心！?, Tanabata ni goyōjin!) - 3. Attenti alla carie! (虫歯にご用心！?, Mushiba ni goyōjin!) - [La guerra degli esami] (『受験戦争編』?, "Juken sensō-hen") - 1. La depressione di Mako (まこちゃんのユーウツ！?, Mako-chan no yūutsu!) - 2. Il primo amore di Ami (亜美ちゃんの初恋！?, Ami-chan no hatsukoi!) - 3. La battaglia tra le scuole femminili di Rei e Minako (レイと美奈子の女子校バトル！？?, Rei to Minako no joshi-kō batoru!?) - [Pretty Guardian Sailor Moon Extra Story] (『美少女戦士セーラームーン 番外編』?, "Bishōjo Senshi Sērā Mūn bangaihen") - Il segreto dell'Hammer Price Hall (ヒミツのハンマープライス堂?, Himitsu no Hanmā Puraisu dō) |                                      |                                      |
| 2  | Pretty Guardian Sailor Moon - Short Stories 2 「美少女戦士セーラームーンショートストーリーズ （２）」 - Bishōjo Senshi Sērā Mūn Shōto Sutōrīzu (2) | 22 settembre 2004 ISBN 4-06-334915-2 | febbraio 2012 ISBN 978-88-6468-280-8 |
| 2  | Capitoli - L'amante della Principessa Kaguya (かぐや姫の恋人?, Kaguya-hime no koibito) - Casablanca Memory (カサブランカ・メモリー?, Kasaburanka Memorī) - Parallel Sailor Moon (ぱられる せぇらぁむ〜ん?, Parareru Seeraa Mu~n) |                                      |                                      |